# Wabern (Bz Kassel)
Wabern (Bz Kassel) – stacja kolejowa w Wabern, w kraju związkowym Hesja, w Niemczech. Znajdują się tu 3 perony.